# بحر المستطيل
بَحْرُ المُسْتَطِيلِ أو بَحْرُ الوَسِيطِ هو بحر مهمل من بحور دائرة المختلف التي تحوي الطَّوِيل والمَدِيد والبَسِيط، ووزنه: مَفَاعِيلُنْ فُعُولُنْ مَفَاعِيلُنْ فُعُولُنْ. وهو عكس بحر الطَّوِيل، ذلك أن أصل تفعيلاته هي مَفَاعِيلُنْ فُعُولُنْ، في حين أصل تفعيلات بحر الطويل هي فُعُولُنْ مَفَاعِيلُنْ.

## الأوزان
وزن بحر المستطيل:
ويمكن أن يستخدم هذا البحر:
- مجزوءًا، وهو مَجْزُوءُ المُسْتَطِيلِ، وزنه:

- مشطورًا، وهو مَشْطُورُ المُسْتَطِيلِ، وزنه:

## أمثلة
يُحكى لامرئ القيس أشعارٌ على هذا الوزن، منها:
وإتلافي لمالي\\بلا حرف وجهد
تخطيت بلادا\\وضيعت قلابا
ومن شواهده، وهو من نظم بعض المولّدين:
وقال آخر:
وقال آخر: